# Johanne Margrethe Sømme
Johanne Margrethe Sømme (Stavanger, 18 maart 1890 - New York, 3 februari 1932) was een Noors concertpianiste.

## Achtergrond
Johanne Margrethe Bull Kielland Sømme werd geboren binnen het gezin van koopman Andreas Sømme en pianiste Maren Berner. Dat echtpaar had de naam (Johanna Margretha) al eerder gebruikt, maar die dochter overleed toen ze tien maanden oud was (1882). Ze is in 1916 getrouwd met Johan Christopher Gude Borchgrevinck van waaruit het enig kind Christiane Borchgrevinck voortkwam, de eerste vrouw van jurist en politicus Andreas Cappelen.

## Muziek
Haar eerste lessen kreeg ze van haar moeder, die gedurende korte tijd furore maakte als pianist in Bergen en Stavanger. Vervolgens kreeg ze les van Ernst von Dohnányi in Berlijn. Er volgden concertreizen door Scandinavië en Duitsland. Ze vertrok vervolgens naar New York. Ze bracht het op 31 januari 1930 tot Carnegie Hall, waar ze het tweede pianoconcert van Johannes Brahms speelde, overigens niet tot ieders genoegen. Ze werd bijgestaan door het New York Philharmonic onder leiding van Paul Stassevitch, haar latere man.
Ze overleed 1932 in New York, waarna haar as door haar man Stassevitch werd teruggebracht naar Stavanger, alwaar de urn werd bijgezet in het familiegraf.
Enkele concerten:
- 2 oktober 1930: Bergen: Pianoconcert nr. 2 van Brahms met het Bergen symfoniorkester onder leiding van Harald Heide